# Phostria leucothyris
Phostria leucothyris là một loài bướm đêm trong họ Crambidae.